# Clidemia umbrosa
Clidemia umbrosa är en tvåhjärtbladig växtart som först beskrevs av Olof Swartz, och fick sitt nu gällande namn av Célestin Alfred Cogniaux. Clidemia umbrosa ingår i släktet Clidemia och familjen Melastomataceae. Inga underarter finns listade i Catalogue of Life.